# Biləsər
Biləsər è un comune dell'Azerbaigian situato nel distretto di Lənkəran.